# Varstu (gemeente)
Varstu (Estisch: Varstu vald) was een gemeente in de Estlandse provincie Võrumaa. De gemeente telde 1011 inwoners op 1 januari 2017 en had een oppervlakte van 171 km². De hoofdplaats was Varstu.
In oktober 2017 werd Varstu bij de gemeente Rõuge gevoegd.

## Geografie

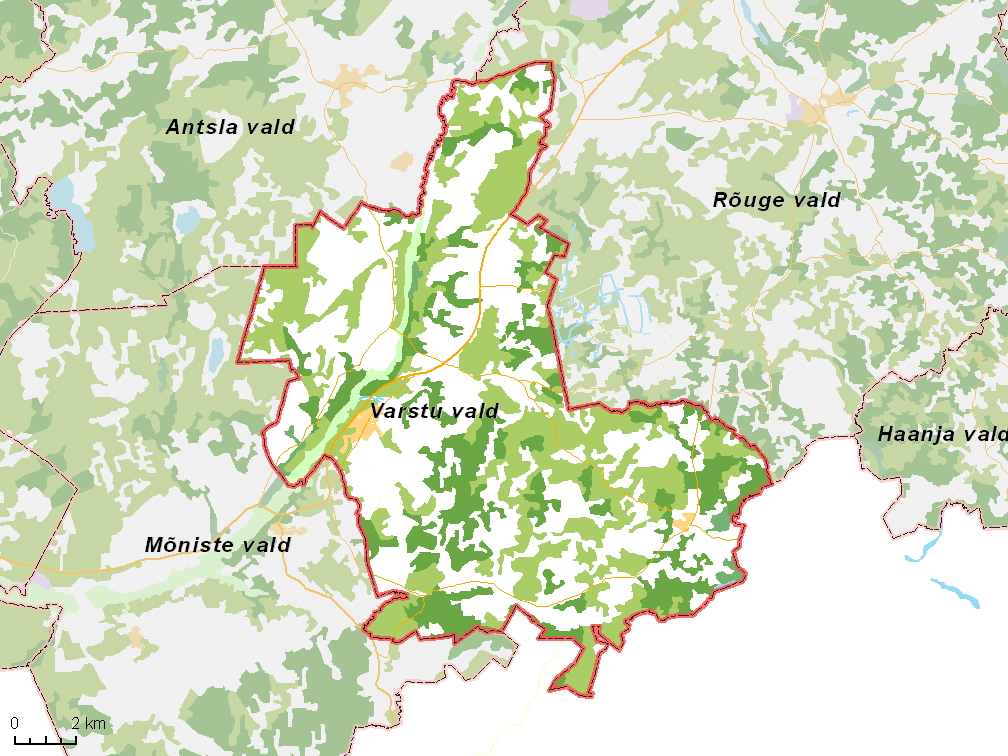
De gemeente met omliggende gemeenten, situatie begin 2017